# Doãn (họ)

Chữ Doãn.

Doãn là một họ của người ở vùng Văn hóa Đông Á, phổ biến ở Việt Nam, Trung Quốc (chữ Hán: 尹, Bính âm: Yin) và Triều Tiên (Hangul: 윤, Romaja quốc ngữ: Yun).
Tại Trung Quốc họ Doãn đứng thứ 100 trong danh sách Bách gia tính. Về mức độ phổ biến họ Doãn xếp thứ 95 ở Trung Quốc theo số liệu thống kê năm 2006. Ở Hàn Quốc Yun là một họ rất phổ biến, họ này xếp thứ 9 theo số liệu thống kê năm 2000.
Doãn và Đoàn viết không dấu đều thành "Doan". Để phân biệt tránh nhầm họ cũng như tránh bị đọc sai sang âm /d/ ("đờ"), một số người viết thành "Dzoan", cũng để gợi đúng âm /z/ ("dờ" theo cách đọc miền Bắc), ví dụ như Nguyễn Dzoãn Cẩm Vân.
Chữ Hán 尹 của họ Doãn còn có âm Hán Việt khác là "duẫn", tuy nhiên trong lịch sử chưa có ai mang họ được đọc là "Duẫn".

## Họ Doãn ở Việt Nam

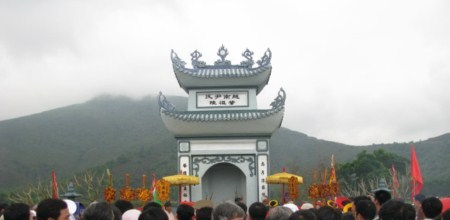
Mộ tổ họ Doãn Việt Nam

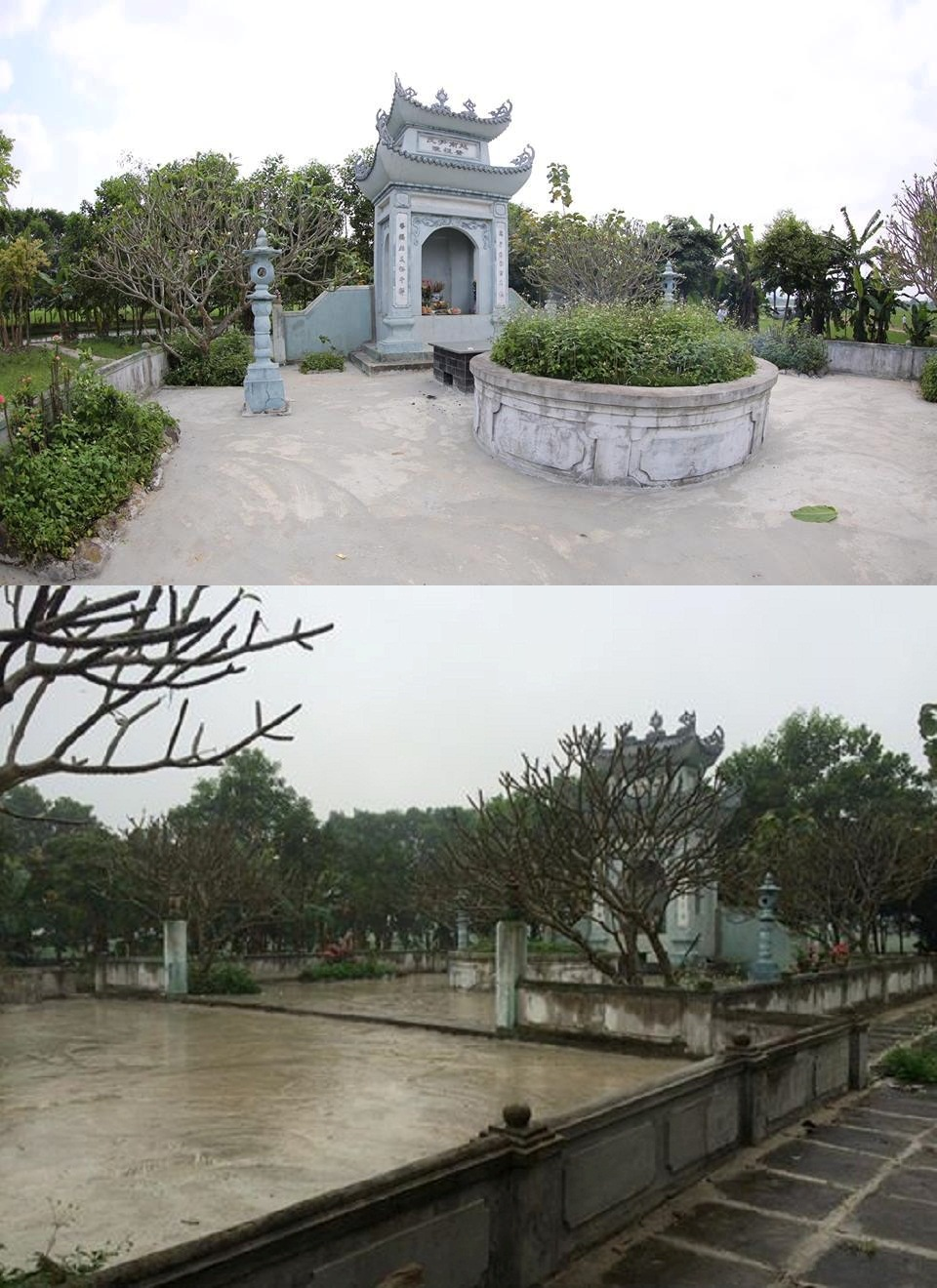
Lăng mộ tổ họ Doãn Việt Nam tại chân núi Nưa, thị trấn Nưa, huyện Triệu Sơn, tỉnh Thanh Hóa.

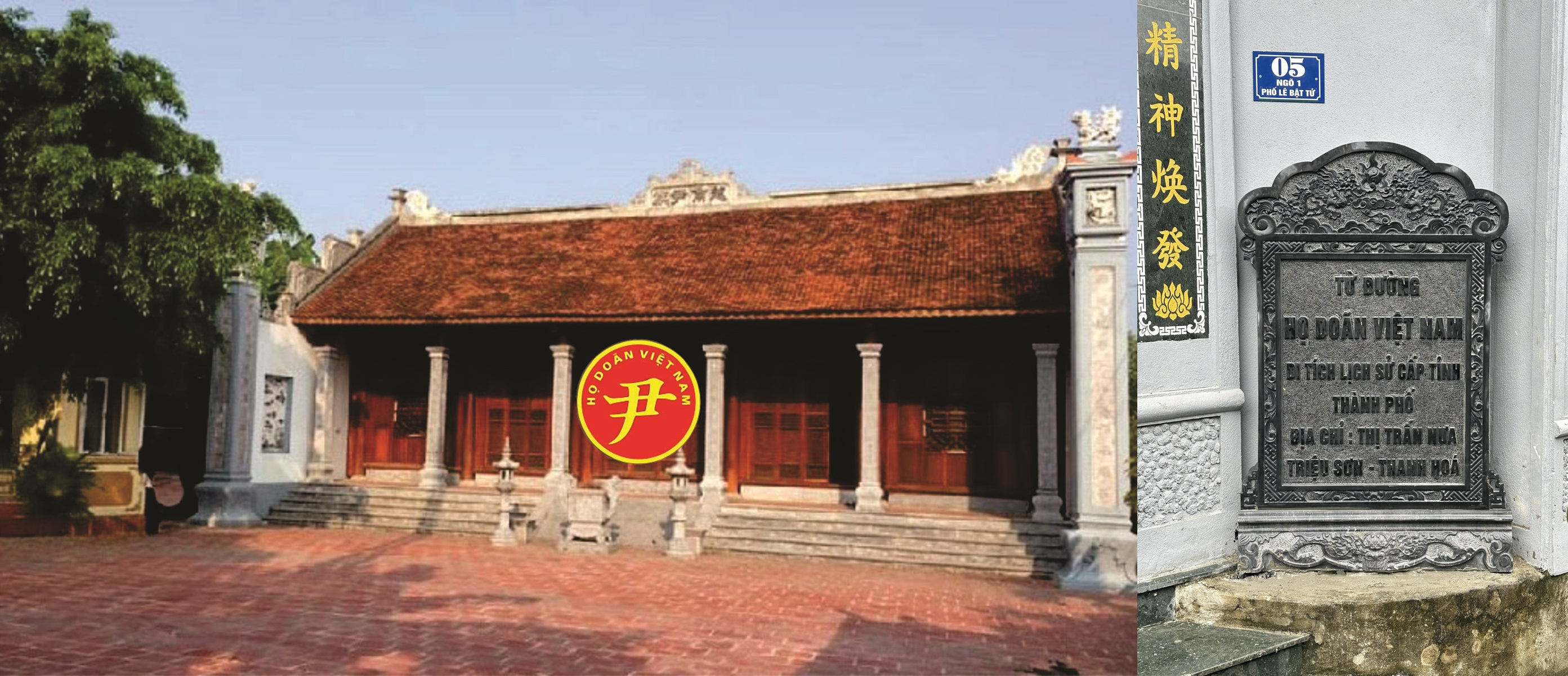
Từ đường họ Doãn Việt Nam ở Cổ Định, số 5 ngõ 1 đường Lê Bật Tứ, làng Đinh (tổ dân phố 5), thị trấn Nưa, huyện Triệu Sơn, tỉnh Thanh Hóa.

Cho đến nay chưa có tài liệu nào nói rằng có sự liên hệ về huyết thống hay nguồn gốc giữa họ Doãn ở Việt Nam và họ Doãn ở Trung Quốc. Họ Doãn là một dòng họ lâu đời ở Việt Nam. Người họ Doãn có mặt trên vùng đất Kẻ Nưa - Nông Cống (nay là Cổ Định, thị trấn Nưa huyện Triệu Sơn) tỉnh Thanh Hóa khoảng từ thời Hùng Vương (ít nhất cũng được trên 2000 năm). Tuy là một dòng họ có từ lâu đời nhưng phát triển chậm (do sinh con cháu ít và thưa lại thường hay di cư) nên ngày nay họ Doãn vẫn là một dòng họ không lớn lắm ở Việt Nam. Ngày giỗ tổ của họ Doãn toàn quốc (được chọn là ngày kỵ húy (ngày mất) của cụ tổ họ Doãn làng Cổ Định) là ngày 19 tháng 3 âm lịch hàng năm. Cụ tổ họ Doãn là một trong mười người đầu tiên khai hoang lập chạ Kẻ Nưa (dưới chân dãy núi Ngàn Nưa) vào thời Hùng Vương. Đến thời thuộc nhà Hán chạ Kẻ Nưa được gọi là Cà Ná giáp; thời thuộc nhà Tùy - nhà Đường sách sử ghi là Cà Ná Giáp, dân giã gọi là Kẻ Nưa; thời nhà Lý - nhà Trần được đổi thành hương Cổ Na. Thời Lê sơ, Lê Thái Tổ đổi Cổ Na thành Cổ Ninh, thời Lê trung hưng được đổi thành Cổ Định (do tránh gọi tên húy của vua Lê Duy Ninh), thời nhà Nguyễn thuộc tổng Cổ Định huyện Nông Cống phủ Tĩnh Gia tỉnh Thanh Hóa, sau Cách mạng tháng Tám đổi tên thành Tân Ninh (với chữ Tân nghĩa là mới), nay là thị trấn Nưa.
Họ Doãn Việt Nam là một họ văn hiến có nhiều đóng góp cho dân tộc Việt Nam. Trong lịch sử Việt Nam, kể từ thời nhà Lý cho đến ngày nay, họ Doãn cũng có những cá nhân xuất chúng đóng góp công sức cho dân tộc Việt Nam. Tổng số tiến sĩ nho học thống kê được trong lịch sử khoa cử nho học Việt Nam là 6 ngưới (không kể Doãn Bang Hiến thời nhà Trần không được ghi chép trong sách hay văn bia khoa cử).

## Người Việt Nam họ Doãn có danh tiếng

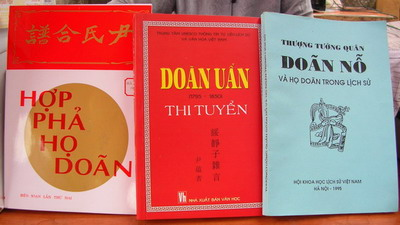
Các sách về truyền thống họ Doãn

Khâm định Việt sử thông giám cương mục viết về mục đích chuyến đi sứ sang Minh của Doãn Hoành Tuấn, năm 1480.

- Doãn Anh Khái (尹英槩,[4] ?-?), quê Cổ Định Thanh Hóa, giữ chức Lệnh thư gia (thời nhà Lý, triều Lý Thần Tông), đi sứ nhà Tống để đáp lễ việc nhà Tống phong tước Giao Chỉ quận vương cho vua Lý vào năm 1130[5]
- Doãn Tử Tư 尹子思[6] (?-?), quê Cổ Định Thanh Hóa, (thời nhà Lý, triều Lý Anh Tông), làm Trung vệ đại phu, dẫn đầu sứ bộ sang nhà Tống và khiến nhà Tống công nhận Đại Việt là một nước độc lập với cái tên là An Nam quốc (xem Quốc hiệu Việt Nam) [7][8]. Tống sử viết: "九月甲申。...。乙未，交阯入貢。"[9] (Tháng 9 âm năm Giáp Thân,..., ngày Ất Mùi (ngày 13 tháng 9 âm năm Giáp Thân tức là ngày 30 tháng 9 năm 1164[10]), Giao Chỉ sang triều cống.)
- Doãn Ân Phủ 尹恩甫 (?-?), nhà thơ, quê phủ Bình Giang châu Thượng Hồng lộ Lạng Giang thời nhà Trần (nay thuộc Hải Dương), làm quan dưới các thời Trần Anh Tông và Trần Minh Tông. Doãn Ân Phủ được vua Trần Minh Tông cử đi sứ sang nhà Nguyên Trung Quốc năm 1317.
- Doãn Bang Hiến 尹邦憲[11] hay Doãn Băng Hài (1272-1322 (1332[12])), quê làng Cổ Định Thanh Hóa, đỗ Thái học sinh hạng Đồng tiến sĩ xuất thân (thứ 8 (đệ bát danh)[12]) năm Giáp Thìn - 1304 (thời nhà Trần, triều Trần Anh Tông), giữ chức Hàn lâm Hiệu úy, Thượng thư bộ Lại năm 1314 (là vị thượng thư bộ Lại đầu tiên thời quân chủ ở Việt Nam)[13], sau đổi làm Thượng thư bộ Hình (năm 1322), hàm Thiếu Bảo. Năm Nhâm Tuất niên hiệu Đại Khánh thứ 9 (1322) làm Chánh sứ (sứ giả) đi sứ sang nhà Nguyên giải quyết tranh chấp biên giới giữa hai nước (khi về mất ở dọc đường)[14][15][16], được phong tước Hương hầu, hàm Thiếu phó, được vua ban 100 mẫu đất (khoảng 0,5 km²) lập nên làng Doãn Xá (尹舍) thuộc tổng Lê Nguyễn, huyện Đông Sơn phủ Thiệu Thiên[17], Thanh Hóa, nay là các thôn Ngọc Lậu, Đà Ninh, Đại Từ thuộc xã Đông Thịnh huyện Đông Sơn và thôn Nhuệ Sâm xã Đông Xuân (từ 2015 đến nay thuộc thị trấn Rừng Thông)[18] và một phần các xã Đông Yên (làng Doãn), Đông Văn (thôn Thiều). Đại Việt sử ký chép: "Nhâm Tuất, [Đại Khánh] năm thứ 9 [1322] (Nguyên Chí Trị năm thứ 2)... Mùa hạ, người Nguyên tranh giành bờ cõi, sai ty Hành khiển Hình bộ Thượng thư là Doãn Bang Hiến sang Nguyên tranh luận. Bang Hiến mất ở dọc đường, vua rất thương tiếc." Nguyên sử quyển 28, Nguyên Anh Tông chép: "英宗二: 二年春正月己巳朔，安南、占城各遣使來貢方物。...。十一月甲午朔，日有食之。...。安南國遣使來貢方物，回賜金四百五十兩、金幣九，帛如之。癸卯，地震。"[19]([Nguyên] Anh Tông 2: Năm thứ 2, mùa xuân tháng giêng, ngày mùng một Kỷ Tỵ (ngày 18 tháng 1 năm 1322), An Nam và Chiêm Thành sai sứ giả đến cống phương vật... Tháng 11 ngày mùng một Giáp Ngọ (ngày 09 tháng 12 năm 1322)[20], có nhật thực, An Nam quốc sai sứ giả đến cống phương vật[a]. [Vua Nguyên] tặng lại 450 lượng vàng, 9 tiền vàng, và tơ lụa. Ngày Quý Mão (18 tháng 12 năm 1322) có động đất.)
- Doãn Thuấn Thần (尹舜臣[21],?-?), được Trần Dụ Tông cử đi sứ nhà Minh năm 1368 ngay sau khi nhà Minh lập quốc, để đáp lễ chuyến thiết lập bang giao của sứ thần Dịch Tế Dân do Minh Thái Tổ (Chu Nguyên Chương) cử sang Đại Việt. Vua nhà Minh hỏi về quốc sử và úy lạo sứ thần Doãn Thuấn Thần, khen tặng phong tục Đại Việt là: 文獻之邦 (Văn hiến chi bang, đất nước văn hiến)[22][23][24], kèm ngự ban bài thơ: 安南際有陳, 風俗不元人, 衣冠周制度, 禮樂宋君臣。An Nam tế hữu Trần, Phong tục bất Nguyên nhân, Y quan Chu chế độ, Lễ nhạc Tống quân thần. (An Nam lân bang có nhà Trần, Phong tục chẳng như người Nguyên, Mũ áo vẫn giống nhà Chu, Lễ nhạc như vua tôi nhà Tống.)
- Doãn Nỗ 尹弩 (Lê Nỗ 黎弩) (1393-1439), quê Cổ Định Thanh Hóa, (thời Lê sơ, triều Lê Lợi), Trụ quốc công thượng tướng quân, được phong tước Quang Phục hầu, tham gia Khởi nghĩa Lam Sơn, một Khai quốc công thần nhà Lê. Doãn Nỗ là cháu 4 đời của Doãn Bang Hiến.
- Doãn Hoành Tuấn hay Doãn Hoằng Tuấn 尹宏濬[25], (Khâm định Việt sử thông giám cương mục bản dịch quốc ngữ chép là Doãn Hoành Tấn) (?-?), (thời Lê sơ, triều Lê Thánh Tông), đỗ Đệ tam giáp tiến sĩ xuất thân năm 1478[26], Thượng thư bộ Lễ, đi sứ nhà Minh năm 1480 mang thư trả lời nhà Minh của vua Lê về việc Đại Việt chinh phạt Ai Lao và tranh chấp biên giới Đại Việt-Đại Minh năm 1479.[27][28], quê An Duyên xã Tô Hiệu huyện Thường Tín tỉnh Hà Tây (nay thuộc Hà Nội). Khâm định Việt sử thông giám cương mục viết: "[...] công văn kể hết tình trạng đánh cướp (của quân nhà Minh) từ đầu đến cuối, nhân tiện kỳ (sứ thần Đại Việt đi sứ), đem trình lên tổng đốc Lưỡng Quảng tra khám xét hỏi. Gặp lúc đó, hoàng đế nhà Minh có sắc văn (gửi sang Đại Việt) nói rằng: Gần đây, được tin viên trấn thủ Vân Nam tâu rằng quốc vương An Nam vô cớ tự tiện điều binh mã đánh phá nước Lão Qua, rồi đánh tiếp nước Bát Bá Tức Phụ. Nếu (vua An Nam) từng làm như thế trước đây, thì hãy rút quân ngay! Vua (Lê Thánh Tông) đem sắc văn đó ra cho đình thần xem. Lê Thọ Vực bày cách rằng: Bây giờ nên dùng lời quyền biến đáp lại (vua nhà Minh) là vì có người ở Đông Quan (nước tôi) chạy trốn sang Lão Qua, nên tôi tự sai binh lên biên cảnh truy bắt, chứ thực không liên quan gì đến Lão Qua và Bát Bá. (Vua Lê) bèn sai hàn lâm thị thư Lương Thế Vinh nghĩ ra soạn thành biểu văn phúc tấu đề cập tới việc tướng La Truyền phá (rào lũy biên giới), việc Lý Quảng Ninh bắt (phái viên triều đình Đại Việt) kể hết vào tờ tư. Rồi (vua Lê) sai các chính, phó sứ Nguyễn Văn Chất, Doãn Hoành Tuấn, Vũ Duy Giáo theo lệ cống sứ hàng năm, (mang theo cả biểu văn phúc tấu), sang nhà Minh tùy từng khoản mà ứng đối."
- Doãn Đình Tá 尹廷佐 hay Doãn Đình Tuấn 尹廷俊 (?-?), quê Cổ Định Thanh Hóa (nay thuộc thị trấn Nưa huyện Triệu Sơn), đõ đệ tam giáp đồng tiến sĩ xuất thân khoa Kỷ Mùi niên hiệu Cảnh Thống thứ 2 (1499) thời vua Lê Hiến Tông[29][30], làm quan Hiến sát sứ, hàm Thiếu bảo.
- Doãn Mậu Khôi 尹茂魁 (?-?), cháu (gọi bằng bác ruột và thừa tự) Doãn Hoành Tuấn, quê An Duyên Thường Tín Hà Tây, đỗ Đệ tam giáp tiến sĩ xuất thân năm 1502[31], Thượng thư bộ Lễ, tước Tường An hầu, tới thời Lê Uy Mục được cử đi sứ nhà Minh 1507 [32], sau là Tả phủ tả Đô đốc trấn giữ xứ Hải Dương, sang triều nhà Mạc làm Thượng thư kiêm chưởng Hàn lâm viện[33], hàm Thái bảo, tước Hương Giang công, thọ 100 tuổi.
- Doãn Đại Hiệu 尹大效 [34] hay Doãn Văn Hiệu 尹文效,[35] (?-?) người làng Yên Ninh từng thuộc xã Hoàng Ninh huyện Việt Yên tỉnh Bắc Giang, đỗ Đệ tam giáp tiến sĩ xuất thân năm Tân Sửu - 1541, làm quan đến chức Tổng binh, được phong tước Đằng Khê bá, dòng dõi ngành trưởng của tiến sĩ Doãn Mậu Khôi (cháu gọi bằng ông nội).
- Doãn Đình Đống hay Doãn Đình Bảo, con trai thứ tư của Doãn Mậu Khôi, làm quan thời nhà Mạc, triều Mạc Mậu Hợp, tới các chức Khâm sai sứ Hải Dương, Tuyên Quang, quan Hiến sát sứ Ninh Sóc vệ hương (Ninh Sóc là tên cũ của xứ Thái Nguyên), Quốc ty sứ xá nhân, Tổng tri giám sát ngự sử, được phong tước La Sơn hầu, về Giao Thủy Nam Định định cư.[36]
- Doãn Mậu Đàm 尹茂覃 hay còn gọi là Doãn Đàm 尹潭 (1557-?), cháu gọi Doãn Mậu Khôi bằng ông nội, gọi Doãn Đình Đống bằng chú, quê gốc An Duyên Thường Tín Hà Tây, sau chuyển cư tới thôn Cự Phú xã Tam Đa huyện Phù Cừ tỉnh Hưng Yên, đỗ Đệ tam giáp tiến sĩ xuất thân năm 1586[37][38], làm Hiến sát sứ Kinh Bắc, Thừa chính sứ Nghệ An, được phong tước Thọ Nham tử. Năm 1593, nhà Mạc thua chạy, ông bị quân nhà Lê-Trịnh bắt được [39], nhưng sau được thả và ra làm quan nhà Hậu Lê đến chức Hiến sát sứ Kinh Bắc.
- Doãn Hy (尹僖[40],1572-1643), quê Cổ Định Thanh Hóa, làm quan Tả thị lang bộ Hộ kiêm Huy văn viện thiên sự (triều Trịnh Tùng), hàm Thiếu bảo, nhiều lần theo chúa Bình An vương Trịnh Tùng đánh nhà Mạc, khoảng cuối năm Nhâm Tuất tới đầu năm Quý Hợi (1623) khi Trịnh Xuân nổi loạn. Ông đã cứu thoát Trịnh Tùng nên khi Trịnh Tráng lên ngôi (6/1623) coi ông là ân nhân đã phong cho ông làm Nhân quận công, truy tặng Thượng thư bộ Công.[41]
- Doãn Năng (尹能, 1600-1643). Người Làng Phù Lưu phủ Đông Thành trấn Thanh Hoá (nay là thôn Chợ Mới, làng Nhuệ Sâm, xã Đông Xuân huyện Đông Sơn, Thanh Hóa). Trong Đại Việt sử ký có ghi: "Năm Bính Thân 1656 triều Lê Trung Hưng, niên hiệu Thịnh Đức Thứ 4 đời Vua Lê Thần Tông về việc truy xét những người chết trận, Tặng, Phong ghi "Doãn Năng làm Đô đốc đồng tri-Táo Quận Công cấp cho ruộng, dân, lộc và lập đền thờ"[40]. "Năm Quý Mùi Dương Hoà thứ 8 đời Vua Lê Thần Tông (1643) Hữu tướng Táo Quận Công, Tiền Đô Đốc cùng con trai tử trận ở thành Trào Khẩu- Hưng Nguyên. Dân chúng lập miếu để thờ phụng".
- Doãn Huy Hào (1735-1807) phò vua Quang Trung được phong chức Binh Khoa đô Cấp sự trung (tước Tuân Đức tử) là cụ tổ chi thứ nhất của họ Doãn làng Phú Mỹ xã Ngọc Mỹ huyện Quốc Oai Hà Nội, hiện táng tại Chùa Vạc, thôn Văn Khê, xã Nghĩa Hương huyện Quốc Oai Hà Nội.
- Doãn Văn Xuân 尹文春 (?-1836), hương cống khoa Kỷ Mão (1819) cùng Trương Đăng Quế làm Trực học dạy hoàng tử con vua Minh Mạng[42], án sát Quảng Yên, án sát Bắc Ninh, lang trung Trấn Tây Thành và án sát Định Tường (1836)[43], quê xã Quảng Phú tổng Hưng Thịnh Hạ huyện Lễ Dương phủ Thăng Hoa trấn Quảng Nam (nay thuộc phường An Phú, thành phố Tam Kỳ tỉnh Quảng Nam)[44][45][46].
- Doãn Uẩn 尹蘊 (1795-1850), đời thứ 9 kể từ Doãn Đình Đống, An Tây mưu lược tướng, Thượng thư bộ Binh, Tổng đốc An Giang - Hà Tiên thời nhà Nguyễn, được phong tước Tuy Tĩnh tử truy tặng hàm Hiệp biện Đại học sĩ, quê Song Lãng Vũ Thư Thái Bình.
- Doãn Khuê 尹奎 (1813-1878), em họ Doãn Uẩn, đời thứ 9 kể từ Doãn Đình Đống, quê Song lãng Vũ Thư Thái Bình, đỗ Đệ tam giáp tiến sĩ xuất thân năm 1838 (thời nhà Nguyễn)[47], Đốc học kiêm Hải phòng sứ, Doanh điền sứ, hàm Quang lộc tự khanh, là lãnh đạo của cuộc kháng chiến chống Pháp ở Bắc kỳ lần thứ nhất (tại địa bàn hai tỉnh Thái Bình và Nam Định ngày nay) năm 1873-1874.
- Doãn Chính 尹正 (1829-1862), Tuy Tịnh nam (con cả Doãn Uẩn), quyền tri phủ Phú Bình (Thái Nguyên), chống phỉ nhà Thanh (tàn dư Thái Bình thiên quốc), bị vây hãm, hết lương, phải tuẫn tiết, được Tự Đức tặng hàm Thị giảng (thị độc học sĩ)[48][49]. Sách Thái Bình phong vật chí chépː sau khi ông tuẫn tiết, quân triều đình nhà Nguyễn đánh và thu lại được phủ thành Phú Bình, Nguyễn Tri Phương khi đó đang là Kinh lược đại thần ở Bắc Kỳ đến tận phủ thành Phú Bình lập đàn tế, bài văn tế có câuː遠不愧古人, 近不愧名臣之後, 下則為河岳, 上則為日星之光。Viễn bất quý cố nhân, cận bất quý danh thần chi hậu, Hạ tắc vi hà nhạc, thượng tắc vi nhật tinh chi quang.[48] (Xa không thẹn với cổ nhân, gần không thẹn là con danh thần, Sống với đời ví như sông núi, thác về trời sánh tựa ánh dương dạng ngời.)[50]
- Doãn Đê (尹氐) (1840-1874), tức Doãn Chi, con cả của Doãn Khuê, tri huyện Chân Định (Kiến Xương - Thái Bình), tri phủ Nam Sách - Hải Dương, tham gia lãnh đạo kháng chiến chống Pháp năm 1873-1874, tại Thái Bình, Nam Định. Tử trận tại phủ lỵ Nam Sách năm 1874. Ông được dân làng Phú Mỹ tổng Thịnh Quang huyện Trực Định phủ Kiến Xương (nay thuộc xã Bình Minh huyện Kiến Xương tỉnh Thái Bình) thờ làm thành hoàng làng[51].
- Doãn Vị 尹胃 (1855-1910), con trai thứ ba của Doãn Khuê, quê Song Lãng Vũ Thư Thái Bình, tham gia lãnh đạo kháng chiến chống Pháp năm 1873-1874 tại Thái Bình và Nam Định, nhà nho yêu nước hoạt động trong Phong trào Đông Kinh Nghĩa Thục ở tỉnh Thái Bình đầu thế kỷ XX.
- Doãn Kế Thiện 尹繼善 (1891-1965), nhà văn hóa, Chủ tịch Mặt trận tổ quốc thành phố Hà Nội, quê Phú Mỹ huyện Quốc Oai tỉnh Hà Tây.
- Doãn Tuế (1917-1995), trung tướng Quân đội Nhân dân Việt Nam, tư lệnh binh chủng Pháo Binh, Phó Tổng tham mưu trưởng Quân đội Nhân dân Việt Nam, quê thôn An Lãng xã Văn Tự huyện Thường Tín tỉnh Hà Tây, dòng dõi ngành trưởng của tiến sĩ Doãn Mậu Khôi.
- Doãn Mẫn (1919-2007), quê làng Hoàng Mai (Kẻ Mơ) Hà Nội, nhạc sĩ thuộc thế hệ đầu tiên của nền tân nhạc Việt Nam.
- Doãn Quốc Sỹ (1923-), anh ruột Doãn Nho, nhà văn thời Việt Nam Cộng hòa.
- Doãn Quang Khải (1925-2007), cháu gọi Doãn Kế Thiện bằng bác ruột, quê Phú Mỹ huyện Quốc Oai thành phố Hà Nội, nhạc sĩ quân đội, tác giả bài Vì nhân dân quên mình.
- Doãn Sửu (1927-2017)[52], quê xã Hưng Chính huyện Hưng Nguyên tỉnh Nghệ An, thiếu tướng, cục trưởng Cục Chính sách Tổng cục Chính trị Quân đội Nhân dân Việt Nam.
- Doãn Nho, (1933-), quê Hạ Yên Quyết quận Cầu Giấy Hà Nội, Nghệ sĩ Nhân dân, nhạc sĩ Quân đội Nhân dân Việt Nam, giải thưởng Hồ Chí Minh về văn học nghệ thuật năm 2017[53].
- Doãn Thanh Tùng, (1935-2017), quê Mỹ Lộc tỉnh Nam Định, là nhà thơ với nhiều bài được phổ nhạc thành bài hát như: Thời hoa đỏ,...
- Doãn Hoàng Giang (1938-2023), quê Kim Sơn Ninh Bình, cháu 5 đời của Doãn Uẩn và Doãn Khuê, Nghệ sĩ Nhân dân, đạo diễn sân khấu.
- Doãn Thế Cường (1958-), Chủ tịch Ủy ban Nhân dân tỉnh Hưng Yên nhiệm kỳ 2013 – 2016.
- Doãn Mậu Diệp (1959-), quê ở làng Phú Mỹ xã Ngọc Mỹ huyện Quốc Oai tỉnh Hà Tây, nguyên phó bí thư tỉnh ủy Hòa Bình, nguyên thứ trưởng Bộ Lao động - Thương binh và Xã hội (Việt Nam) (2010-2019).
- Doãn Văn Sở (1956-), chuẩn đô đốc, Tư lệnh Vùng 5 Hải quân Nhân dân Việt Nam (2011-2016), quê Kim Sơn, Ninh Bình.
- Doãn Thái Đức (1966-), thiếu tướng (2018)[54], Tư lệnh[55] (nguyên Phó Tư lệnh-Tham mưu trưởng)[56] Quân đoàn 1, Quân đội Nhân dân Việt Nam, nguyên Tư lệnh Sư đoàn 308, Quân đội Nhân dân Việt Nam năm 2011-2013, quê làng Cấu Tử xã Hợp Thành huyện Thủy Nguyên Hải Phòng.
- Doãn Hoàng Kiên (1970-), diễn viên xiếc, họa sĩ.

Bằng công nhận di tích lịch sử về danh nhân Doãn Nỗ
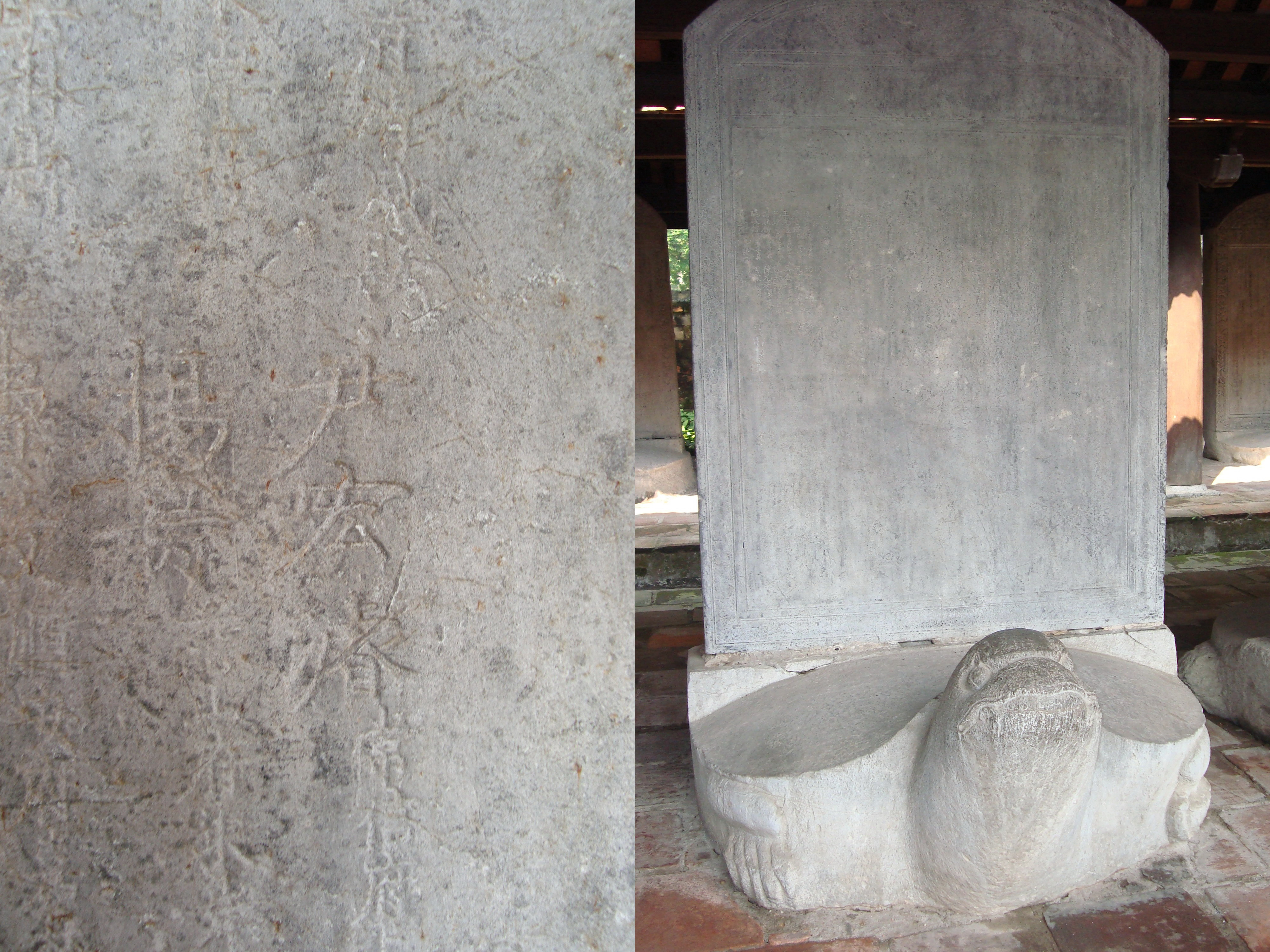
Đệ tam giáp tiến sĩ xuất thân Doãn Hoành Tuấn trên Bia Tiến sĩ năm Hồng Đức 9 (1478)
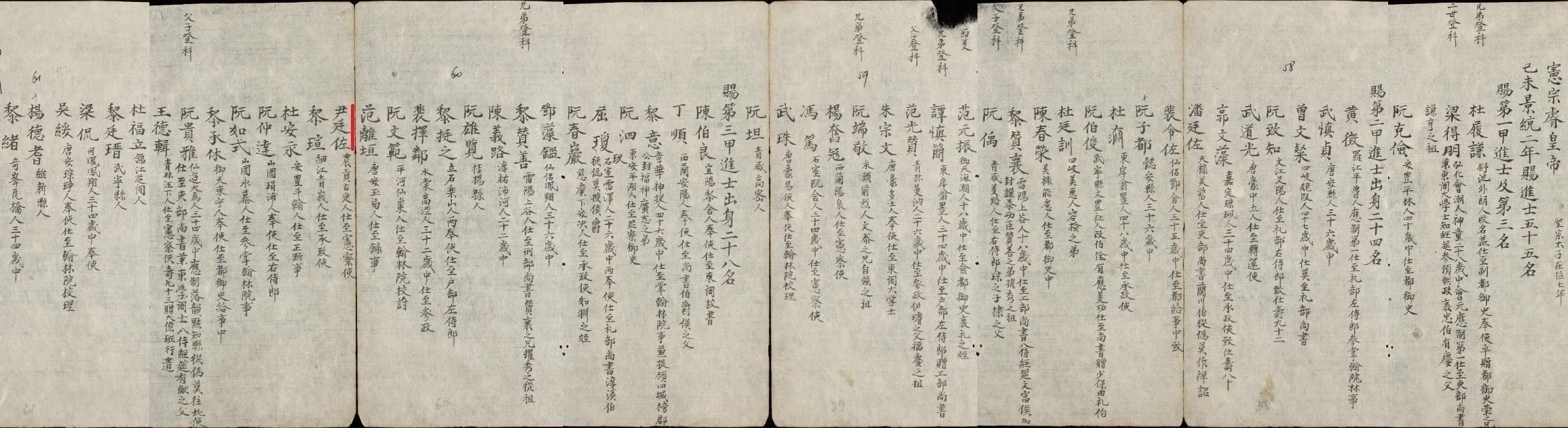
Đệ tam giáp tiến sĩ xuất thân Doãn Đình Tá (尹廷佐) trong Đại Việt Lịch triều Đăng khoa lục - khoa thi Đình Tiến sĩ nho học của Đại Việt năm Kỷ Mùi (1499) niên hiệu Cảnh Thống thứ 2 triều Lê Hiến Tông.
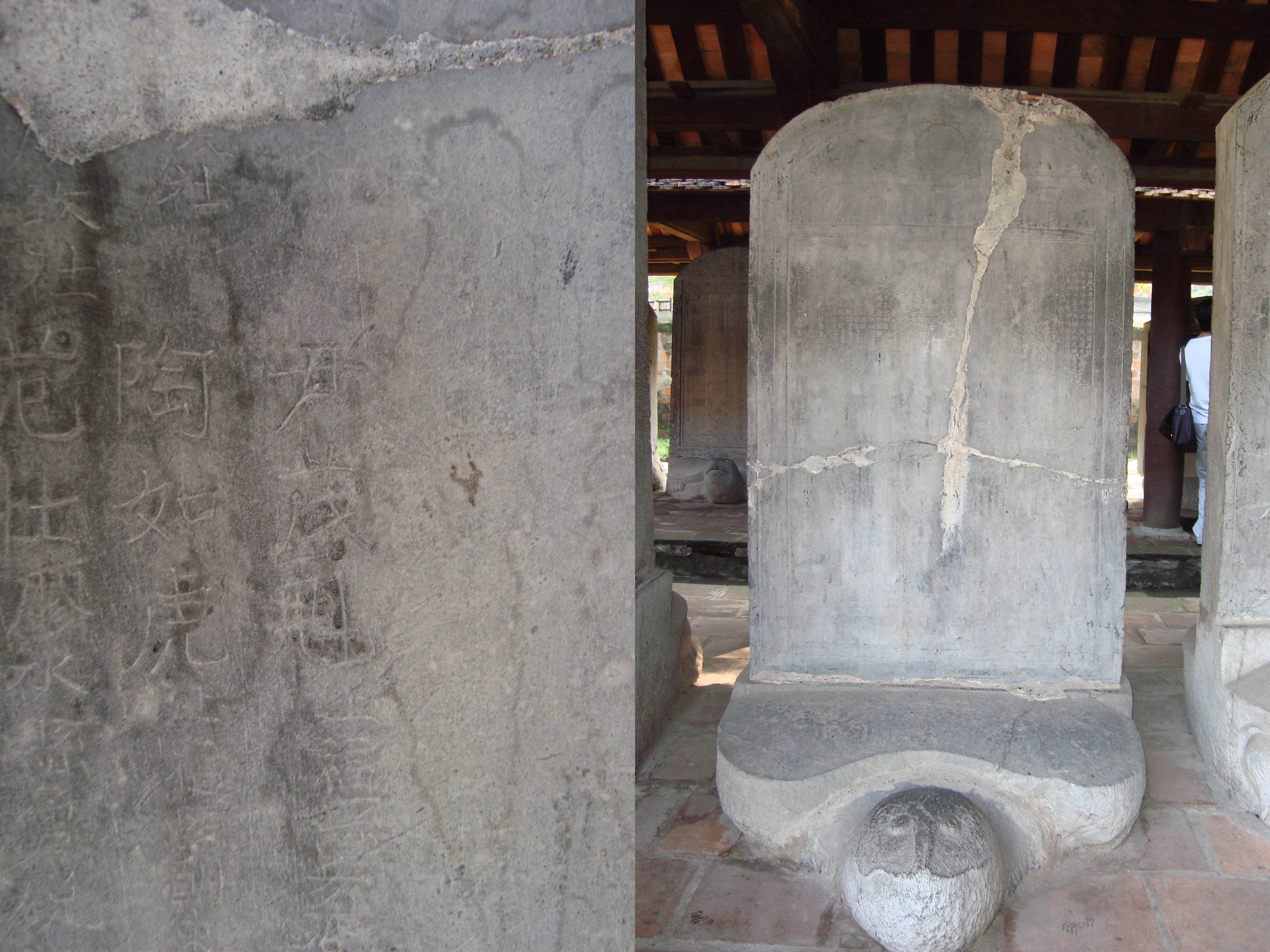
Đệ tam giáp tiến sĩ xuất thân Doãn Mậu Khôi trên Bia Tiến sĩ năm Cảnh Thống 5 (1502)
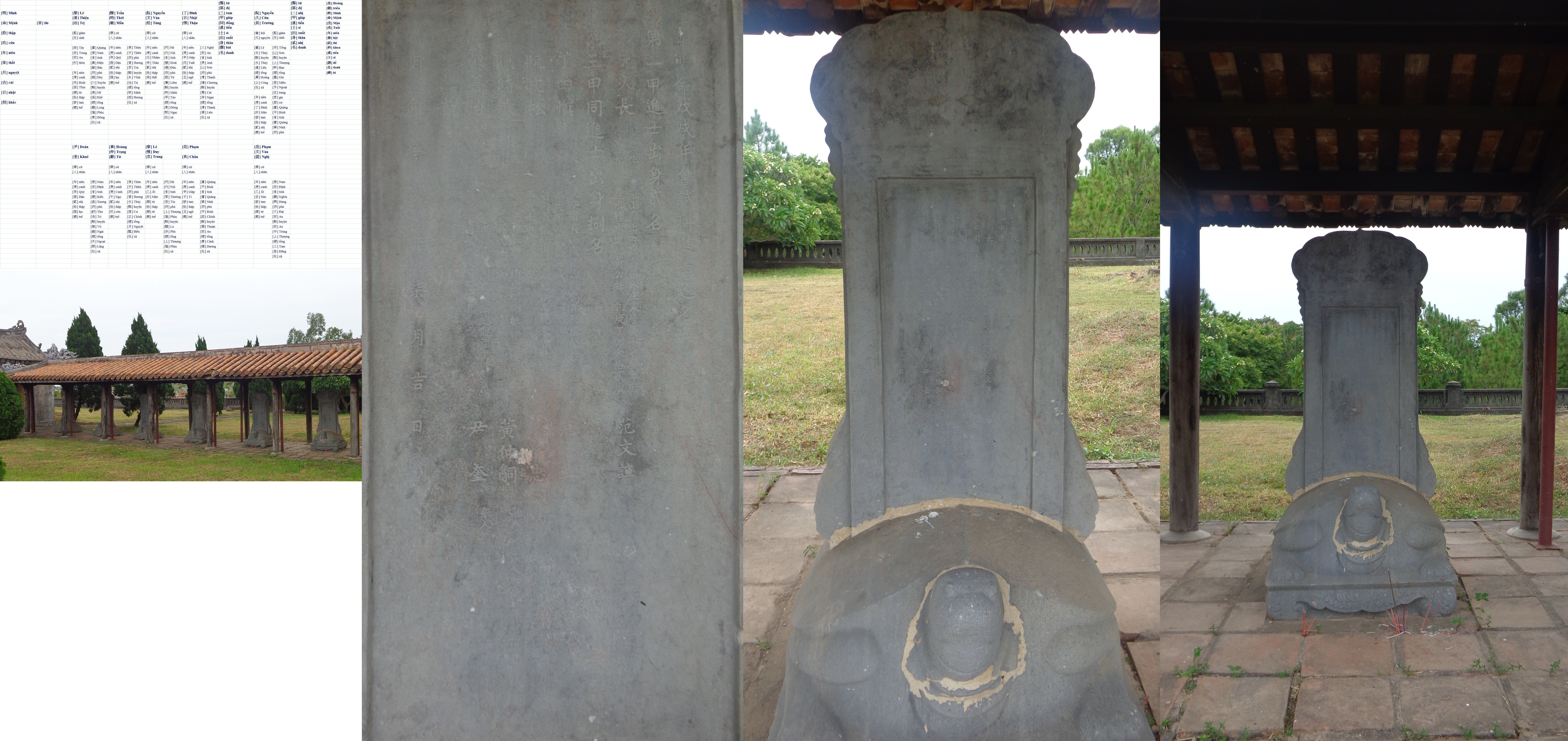
Đệ tam giáp tiến sĩ xuất thân Doãn Khuê trên Bia Tiến sĩ năm Mậu Tuất (1838), đặt tại Văn Thánh Miếu Huế, bia thứ 6 nhà bia Hữu vu.
Đăng khoa họ Doãn thời nhà Nguyễn.
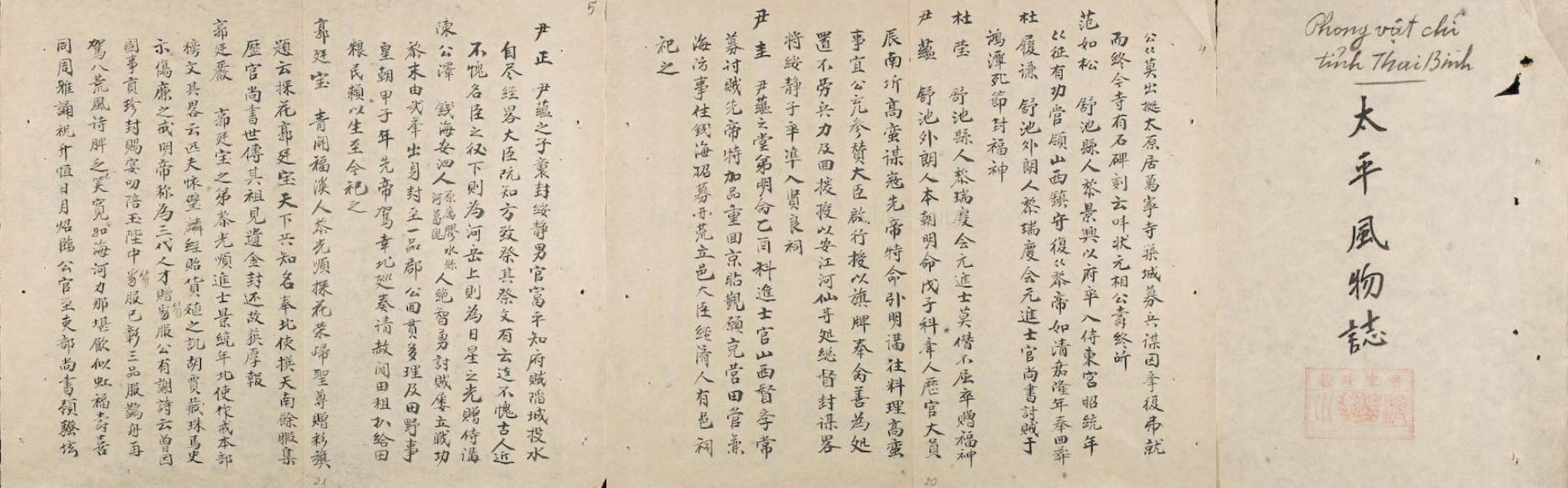
Các nhân vật họ Doãn đất Song Lãng sách Thái Bình phong vật chí.
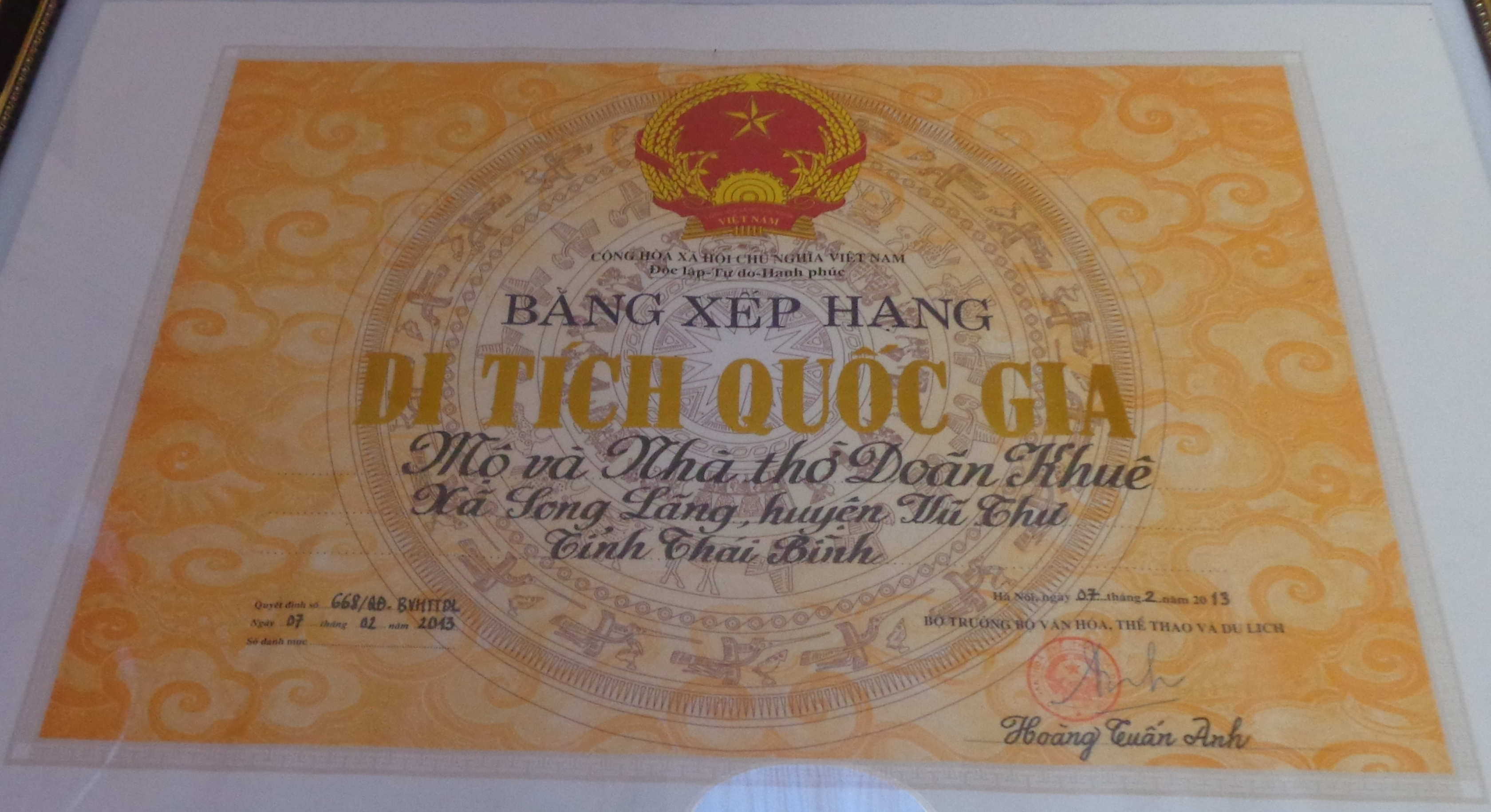
Bằng Di tích Doãn Khuê.
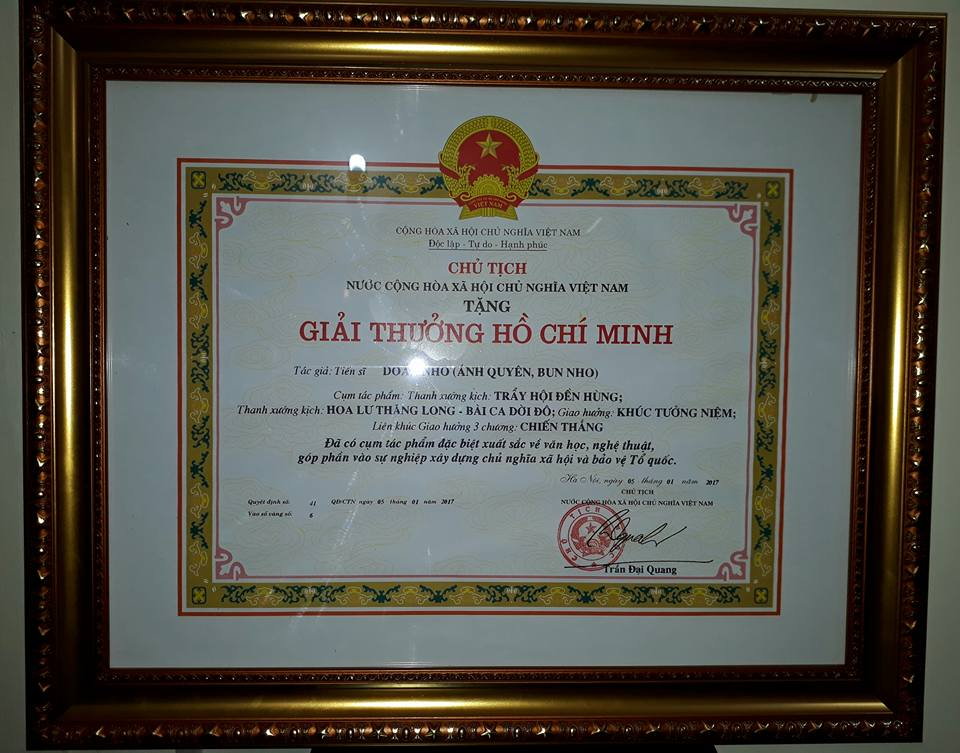
Giải thưởng Hồ Chí Minh về Văn học nghệ thuật do nhà nước Cộng hòa Xã hội chủ nghĩa Việt Nam trao tặng cho nhạc sĩ, tiến sĩ Doãn Nho, trong đợt trao tặng lần thứ năm, năm 2017.

## Người Trung Quốc họ Doãn có danh tiếng
- Doãn Hoằng (尹弘) (1963), Tỉnh trưởng Chính phủ Nhân dân tỉnh Hà Nam, Ủy viên dự khuyết Trung ương khóa XIX.
- Doãn Lực (尹力) (1962), Tỉnh trưởng Chính phủ Nhân dân tỉnh Tứ Xuyên, Ủy viên Trung ương khóa XIX.
- Doãn Cát Phủ, thái sư thời Chu Tuyên Vương
- Doãn Hỷ, người được Lão Tử truyền lại quyển đạo đức kinh trước khi ở ẩn
- Doãn Mẫn (尹敏) học giả thời Đông Hán.
- Doãn Lễ, một nhân vật lịch sử thời Tam Quốc.
- Doãn Vĩ (尹緯), tư đồ nhà Hậu Tần
- Doãn Tri Chương (尹知章), học giả thời nhà Đường
- ̈Doãn phu nhân (Tống Thái Tông), Hoàng hậu của vua Tống Thái Tông Triệu Quang Nghĩa.
- Doãn Chí Bình (尹志平) (1169 -1251), trưởng môn Toàn Chân giáo thời nhà Nguyên
- Doãn Kế Thiện 尹繼善[57] (1694－1771), quan nhà Thanh triều Càn Long làm tới chức Tổng đốc Lưỡng Giang (4 lần), Tổng đốc Xuyên - Thiểm (3 lần), Tổng đốc Vân - Quý (1 lần), Tổng đốc Lưỡng Quảng (1 lần năm 1748 được bổ nhiệm nhưng chưa nhậm chức), Văn Hoa điện đại học sĩ.
- Doãn Trác[58], thiếu tướng Hải quân Quân Giải phóng Nhân dân Trung Quốc.
- Doãn Thiên Chiếu, diễn viên Hồng Kông

## Người Triều Tiên họ Doãn có danh tiếng
- Yoon Gwan (Hanja: 尹瓘, Hán Việt: Doãn Quan) (?-1111), vị tướng lĩnh quân đội trong thời đại vương triều Goryeo, người tổ chức lại quân đội Cao Ly thành đội quân 17 nghìn người, mang tên Biệt Vũ Ban (別武班, 별무반, Pyǒlmuban), đánh lại người Nữ Chân. Sau khi chiến thắng người Nữ Chân, Yoon Gwan cho xây dựng ở biên giới với Nữ Chân 9 tòa thành gọi là Đông Bắc Cửu Thành (東北九城, 동북 9성, Tongpuk Kusŏng), để đánh dấu chiến thắng đó.
- dòng họ Doãn ở Pha Bình (Papyeong), (Pha Bình nay thuộc thành phố Paju tỉnh Gyeonggi):

- Trinh Hi vương hậu (1418-1483), vợ vua Triều Tiên Thế Tổ, mẹ vua Triều Tiên Duệ Tông
- Trinh Hiển Vương hậu (Doãn Xương Niên, 1462–1530), vợ vua Triều Tiên Thành Tông, mẹ vua Triều Tiên Trung Tông
- Văn Định Vương hậu (1501-1565), vợ vua Triều Tiên Trung Tông, mẹ vua Triều Tiên Minh Tông
- Thuần Trinh Hiếu hoàng hậu (19 tháng 9 năm 1894 - 3 tháng 2 năm 1966), vợ thứ hai của Triều Tiên Thuần Tông, đồng thời bà cũng là Hoàng hậu cuối cùng trong lịch sử Triều Tiên và triều đại Đế quốc Đại Hàn.

- Yun Seondo (Hanja: 尹善道, Doãn Thiện Đạo) (1587-1671), nhà thơ danh tiếng trong triều đại nhà Joseon (nhà Triều Tiên)
- Doãn Huề (1617-1680), là một nhà Nho, học giả, nhà giáo dục, nhà thơ, đại thần nhà Triều Tiên.
- Yun Tong-ju (Hanja: 尹東柱, Doãn Đông Trụ) (1917-1945), nhà thơ hoạt động trong thời kỳ chiến đóng Triều Tiên (Hàn Quốc) của Nhật Bản
- Yun Pong-gil (hanja: 尹奉吉, Doãn Phụng Cát) (1908-1932), chiến sĩ đấu tranh cho độc lập dân tộc của Triều Tiên, trong thời kỳ bị Nhật Bản chiếm đóng.
- Yun Bo-seon (Hanja: 尹潽善, Hán Việt: Doãn Phố Thiện) (1897-1990), tổng thống Hàn Quốc
- Yun Kwang-ung (윤광웅, 尹光雄, Doãn Quang Hùng) (1942), Bộ trưởng Quốc phòng Hàn Quốc (2004-2006).
- Yun Jeung-hyun (윤증현, 尹增鉉, Doãn Tăng Huyễn) (1946), Bộ trưởng Kế hoạch và Tài chính Hàn Quốc (2009-2011).
- Yun Byung-se (윤병세, 尹炳世, Doãn Bính Thể) (1953), Bộ trưởng Bộ Ngoại giao Hàn Quốc, thuộc nội các của Park Geun-hye, Hwang Kyo-ahn năm (2013-2017).
- Yun Seong Kyu (윤성규, 尹成奎, Doãn Thành Khuê) (1956), Bộ trưởng Bộ Môi trường Hàn Quốc, thuộc nội các của Park Geun Hye và Hwang Kyo-ahn năm (2013-2017).
- Yun Sang Jick (윤상직, 尹相直, Doãn Tương Trực) (1956), Bộ trưởng Bộ Công thương và Năng lượng Hàn Quốc, thuộc nội các của Park Geun Hye và Hwang Kyo-ahn năm (2013-2017).
- Yoon Suk-yeol (윤석열, 尹錫悅, Doãn Tích Duyệt) (1960), Tổng thống đắc cử của Hàn Quốc.
- Yoon Eun Hye (Hanja: 尹恩惠, Hán Việt: Doãn Ân Huệ), diễn viên Hàn Quốc
- Yun Mi-Jin (Hanja: 尹美進, Hán Việt: Doãn Mĩ Tiến), vận động viên bắn cung Hàn Quốc
- Yoon Bo-mi (Hán Việt: Doãn Bảo Mỹ), ca sĩ, thành viên nhóm nhạc nữ Apink.
- Yoon Doo-joon (Hangul: 윤두준, Hán-Việt: Doãn Đẩu Tuấn, sinh ngày 4 tháng 7 năm 1989), là một ca sĩ, rapper, vũ công và diễn viênngười Hàn Quốc. Doojoon là trưởng nhóm và giọng ca phụ của nhóm nhạc nam Hàn Quốc Highlight.
- Yoon Jeonghan (Hangul: 윤정한, Hán Việt: Doãn Tịnh Hán), thành viên nhóm nhạc nam SEVENTEEN.

## Người Hoa Kỳ họ Doãn có danh tiếng
- Doãn Quốc Sỹ (1923-), anh ruột Doãn Nho, nhà văn thời Việt Nam Cộng hòa.
- Joseph Yuosang Yun (조지프 여생 연, 尹茹祥) (1954-), Đặc phái viên của Hoa Kỳ về Triều Tiên.

## Chỉ dẫn
1. ↑  Chuyến đi sứ này có thời gian gần trùng khớp với chuyến đi sứ của Doãn Bang Hiến chép trong Đại Việt sử ký.